# Уравнения Петерсона ― Кодацци
Уравнения Петерсона ― Кодацци (или Петерсона ― Майнарди ― Кодацци) ― уравнения, составляющие вместе с уравнением Гаусса необходимые и достаточные условия интегрируемости системы, к которой сводится задача восстановления поверхности по её первой и второй квадратичным формам. 

## Уравнения
Уравнения Петерсона ― Майнарди ― Кодацци имеют вид
{\displaystyle {\frac {\partial b_{i1}}{\partial u^{2}}}+\Gamma _{i1}^{1}b_{12}+\Gamma _{i1}^{2}b_{22}={\frac {\partial b_{i2}}{\partial u^{1}}}+\Gamma _{i2}^{1}b_{11}+\Gamma _{i2}^{2}b_{21}}
где {\displaystyle b_{ij}} ― коэффициенты второй квадратичной формы, {\displaystyle \Gamma _{jk}^{i}} ― символы Кристоффеля.

## Свойства
- Теорема Бонне. Пусть {\displaystyle g=g_{ij}} и {\displaystyle b=b_{ij}}, {\displaystyle i,j\in \{1,2\}} — две гладкие квадратичные формы, заданные в односвязной области {\displaystyle U}. Если {\displaystyle g} и {\displaystyle b} удовлетворяют уравнениям Петерсона ― Кодацци (включая уравнение Гаусса), тогда существует и притом единственная (с точностью до движений) поверхность в {\displaystyle \mathbb {R} ^{3}}, для которой эти формы являются первой и второй квадратичными формами.
  - Эту теорему также доказал Петерсон в своей диссертации.

## История
Уравнения впервые найдены Петерсоном в 1853,
переоткрыты Майнарди
и Кодацци (1867).

## Вариации и обобщения
Известен вариант уравнений для гиперповерхносей в пространствах старших размерностей, а также для произвольных коразмерностей.